# Година, Николай Иванович
Година Николай Иванович (25 августа 1935, Шаймаково, Полтавская область — 30 октября 2021, Челябинск) — русский советский писатель и поэт, автор более 20 книг и многочисленных публикаций в журналах. Заслуженный работник культуры РФ, почётный гражданин города Миасса, обладатель Специального диплома фестиваля CMZ-FEST "За неоценимый вклад в развитие и популяризацию литературы" обладатель памятной медали энциклопедии «Лучшие люди России». Его стихи переведены на украинский, татарский, туркменский, башкирский, сербо-хорватский языки.

## Биография
Родился в хуторе Шаймаково в Полтавской области. Через 4 года его семья переехала в Челябинскую область, где получил образование, сначала закончив семилетнюю школу, а чуть позже горный техникум города Коркино.
Работал на руднике Дарваза по добыче серы в Каракумах. Во время военной службы в Балтийском Флоте увлекался литературой и состоял в литературном объединении редакции газеты «Кронштадтская правда», где в 1958 году появилось его первое стихотворение «Новичок».
В 1959 году переехал в Миасс, где успел поработать машинистом экскаватора, инженером и председателем профкома. Здесь он часто попадал в литературные рубрики областных и центральных газет и журналов — «Сибирские огни», «Урал», «Юность», «Новый мир».
С 1967 года стал руководителем литературного объединения «Ильменит», сменив на этом посту Владислава Гравишкиса. В этом году выпустил свою первую книгу «Белое, синее». Книга получила от челябинского комсомола премию «Орлёнок». Был приглашён в Москву на Пятое Всесоюзное совещание молодых писателей, проходившее в 1969 году. С 1970 года член Союза писателей СССР.
С 1987 года живёт в Челябинске, в 1987—1998 возглавлял Челябинское отделение Союза писателей России. Редактор-составитель альманаха «Графоман» (с 2010).

## Основные книжные издания
- Белое, синее: стихи. — Челябинск, 1967. — 68 с., 5 000 экз.
- Дерево любви: стихи. — Челябинск, 1970 — 80 с., 10 000 экз.
- Неожиданность души: стихи. — Челябинск, 1975 — 88 с., 5 000 экз.
- Осенины: стихи. — Челябинск, 1981—120 с., 5 000 экз.
- Состояние: стихи. — Челябинск, ЮУКИ, 1985. — 120 с., 5 000 экз.
- Будни: стихи. — Москва, Современник, 1990. — 80 с., 8 500 экз.
- Старые игрушки: стихи. — Челябинск, ЮУКИ, 1990. — 304 с., 5 000 экз.
- 1 + 1: стихи о любви. — Челябинск, 1991, — 120 с., 3 000 экз.
- При чем здесь шуточки? Проза. — Челябинск, АТОКСО, 1994—112 с., 5 000 экз.
- Избранное для друзей: стихи, проза. — Челябинск, Книга, 1995. — 192 с., 3 000 экз.
- Берестяная грамота: верлибры. — Челябинск, 1996
- Миасское время: стихи. — Челябинск, Автограф,1997 — 234 с., 1 000 экз.
- Сарайлич из Сараева: письма, стихи, переводы. — Челябинск, 1997
- Ручная работа: стихи. — Екатеринбург, Банк культурной информации, 2000—448 с., 3 000 экз.
- Царенок: проза. — Челябинск, 2001
- Графоман: стихи. — Челябинск, 2002
- Музыка легкого поведения: стихи. — Челябинск, 2003
- Страна деревьев: стихи. — Челябинск, 2004
- Человек, похожий на меня: стихи. — Челябинск, Книга, 2005
- Поцелуй меня с разбегу: проза. — Челябинск, Книга, 2005
- Стеклянная женщина: стихи. — Челябинск, 2006. — 160 с.
- Венера Миасская: стихи. — Челябинск, Цицеро, 2006
- Запевалов против Запивалова: проза. — Челябинск, Книга, 2007
- Избранное. — СПб., Вече. — М., Маматов, 2008. — 432 с., 222 экз.
- Живые глаголы: стихи. — Челябинск, 2008
- Творительный падеж. — Челябинск, 2010
- Личное дело. — Челябинск, 2015.
- Базарный день. — Челябинск, 2015
- Новые стихи. — Челябинск, 2016
- Здесь и сейчас. — Челябинск, 2018.
- Сумерки людей.— Челябинск, 2020
- Изборник. — Челябинск, 2021
- Жизнь напросвет. - Челябинск, 2021

## Награды и признание
- Заслуженный работник культуры РФ
- почётный гражданин города Миасса
- памятная медаль энциклопедии «Лучшие люди России».
- Специальный диплом Всероссийского онлайн-фестиваля поэзии CMZ-FEST за неоценимый вклад в развитие и популяризацию литературы